# Big 12 Conference 2007/08 (Herrentennis)
2007/08 war die 12. Herren-Tennissaison der Big 12 Conference.

## Regular Season
Die Regular Season begann am 22. März mit der Partie zwischen Texas Tech und Texas A&M und endete am 20. April mit dem Duell zwischen Oklahoma und Nebraska. Der Meistertitel ging in diesem Jahr an zwei Universitäten gleichzeitig, da Texas und Baylor punktgleich den ersten Rang belegten.

## Postseason
Austragungsort der 12. Big 12 Tennis Championships war das texanische College Station. Gespielt wurde vom 25. bis zum 27. April. Den Titel holte Baylor durch einen 4:2-Finalerfolg gegen Texas.

## Auszeichnungen
Die offiziellen Ehrungen am Ende der Saison ergaben sich aus einer Abstimmung der Cheftrainer der Liga. Diese waren nicht berechtigt, für einen Spieler ihrer Mannschaft zur stimmen. Die Liste wurden am 28. April 2008 veröffentlicht.
- Spieler des Jahres: Oleksandr Nedowjessow (Oklahoma State)
- Newcomer/Freshman des Jahres: Edward Corrie (Texas) und Austin Krajicek (Texas A&M)
- Trainer des Jahres: Tim Siegel (Baylor)